# .700 Nitro Express
El .700 Nitro Express (17.8×89mmR) es un cartucho de rifle para caza mayor hecho por Holland & Holland, en Londres, Inglaterra. Fue diseñado en 1988 por Jim Bell y William Feldstein y  desarrollado por H&H. Feldstein pidió a Holland & Holland que le hicieran rifle .600 Nitro Express para él, pero la producción ya había cesado. Sin embargo Bell & Feldstein captaron el interés de H&H que buscaba un nuevo cartucho moderno. El eco de la producción de rifles Holland & Holland para este nuevo cartucho fue tal que la producción de rifles 600 NE se reactivó.

## Especificaciones
En muchos aspectos este cartucho es similar al .600 Nitro Express, pero es un poco más potente, y despide un a bala más pesada, de 1000 granos (64.8 g). El casquillo es completamente nuevo. Los rifles dobles son extremadamente caros, empezando sobre $10,000 y hacia arriba de los $260,000 USD en 2015.
Cada cartucho de .700 Nitro Express cuesta aproximadamente $ 100 USD.

## Balística
El .700 Nitro Express desarrolla una energía aproximada de 8,900 libras- pie (12,100 J ) con un proyectil de 1000 granos a 2,000 pies por segundo (610 m/s), pero se puede recargar para generar unas 15,000 libras-pie (20,000 J) con un mecanismo de cerrojo moderno a 2,600 p/s (792 m/s). Sin embargo, un rifle de tal peso resulta contraproducente para fines cinegéticos. 

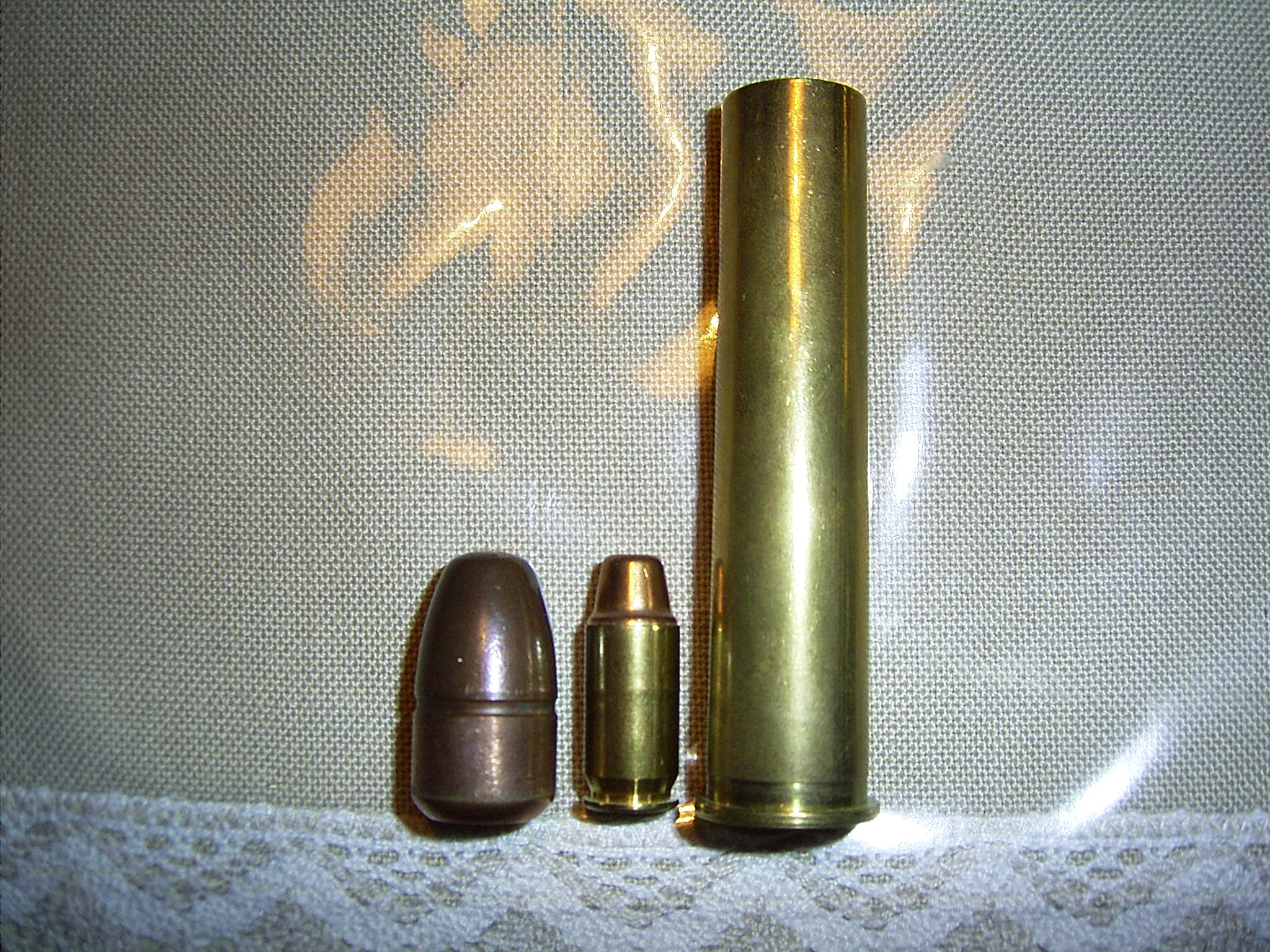
.700 Nitro Express, bala y casquillo al lado de un .45 ACP al centro.